# Liiga-Riento
Liiga-Riento – fiński męski klub siatkarski z Joensuu. Założony został w 1914 roku. Obecnie występuje w najwyższej klasie rozgrywek klubowych w Finlandii.
Przed 2009 roku nosił nazwę Mutalan Riento.

## Rozgrywki krajowe
| Sezon     | Rozgrywki            | Osiągnięcie |
| --------- | -------------------- | ----------- |
| 2008/2009 | Lentopallon SM-liiga | 7. miejsce  |
| 2009/2010 | Lentopallon SM-liiga | 8. miejsce  |
| 2010/2011 | Lentopallon SM-liiga |             |

## Rozgrywki międzynarodowe
Klub Liiga-Riento nie brał dotychczas udziału w rozgrywkach międzynarodowych.

## Kadra w sezonie 2010/2011
| Nr | Imię i nazwisko | Data ur. | Wzrost | Pozycja      |
| -- | --------------- | -------- | ------ | ------------ |
| 1  | Timo Leikas     | 1985     | 191    | atakujący    |
| 3  | Teemu Tuominen  | 1987     | 194    | środkowy     |
| 4  | Henri Härkänen  | 1990     | 187    | przyjmujący  |
| 9  | Jari-Pekka Lund | 1992     | 182    | rozgrywający |
| 16 | Igor Koksu      | 1988     | 178    | libero       |
|    | Joni Savimäki   | 1991     | 191    | przyjmujący  |
|    | Dmitri Borichev | 1988     | 196    | atakujący    |